# 史允中
史允中（1564年—1615年），號心源，山西大同府大同縣人，明朝政治人物。

## 生平
萬曆十三年（1585年）乙酉科山西鄉試舉人。萬曆二十年（1592年），登壬辰科三甲四十九名進士，刑部觀政，六月授获鹿知縣，二十五年升兵部武选司主事，二十七年提督誊黄，二十八年升员外郎，丁憂。三十二年補原职，三十六年升武选司郎中，三十七年仕至湖廣陝西參政。四十一年補陕西參政，四十三年卒。

## 家族
曾祖史逢；祖父史翰卿；父史尚，奉訓大夫。